# Santa Maria da Serra
Santa Maria da Serra é um município brasileiro do estado de São Paulo. Sua população estimada pelo IBGE em 2024 era de 5.314 habitantes.

## História
Há divergências quanto à origem da cidade, sendo a mais aceita a de que surgiu como pousada de viajantes que iam ao oeste paulista para lavouras de café, por volta de 1867. Nesse ano, Feliciano de Oliveira Dorta, um dos primeiros habitantes, doou terras para a construção de uma capela, que foi chamada de Capela de Santa Maria.
Inicialmente recebeu o nome de Tupanci, mas devido a confusões surgidas com o nome do município de Tupã, foi renomeada para Santa Maria, recebendo posteriormente o nome atual, por volta de 1950, por estar próxima a uma serra. Foi transformada em município pelo Decreto nº 5.825, de 18 de fevereiro de 1959, vigorando a partir de 1 de janeiro de 1960. O primeiro prefeito do município foi Adib Cury.

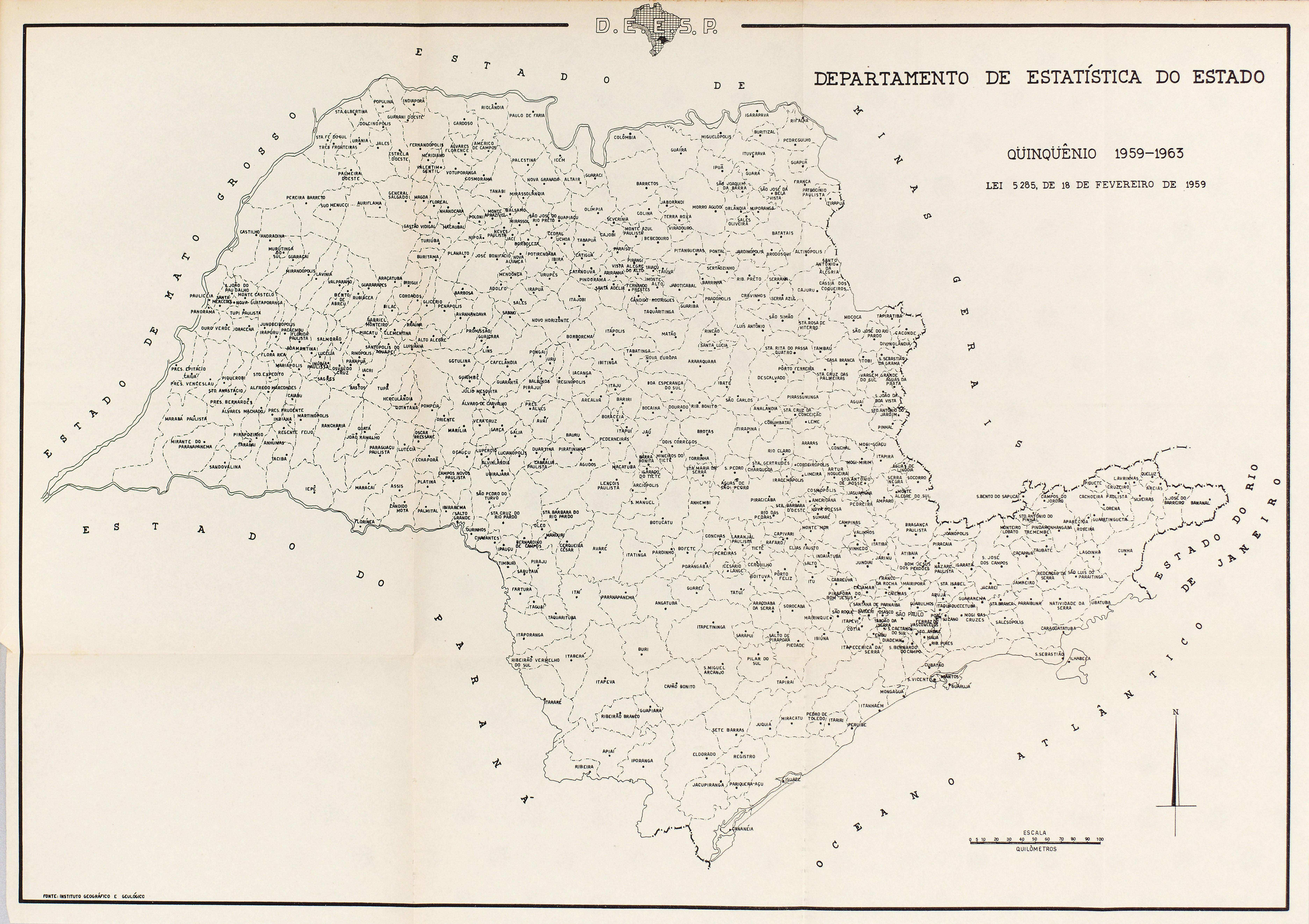
Estado de São Paulo (1959).

## Geografia
Localiza-se a uma latitude 22º34'02" sul e a uma longitude 48º09'38" oeste, estando a uma altitude de 495 metros. Possui uma área de 252,621 km².

### Hidrografia

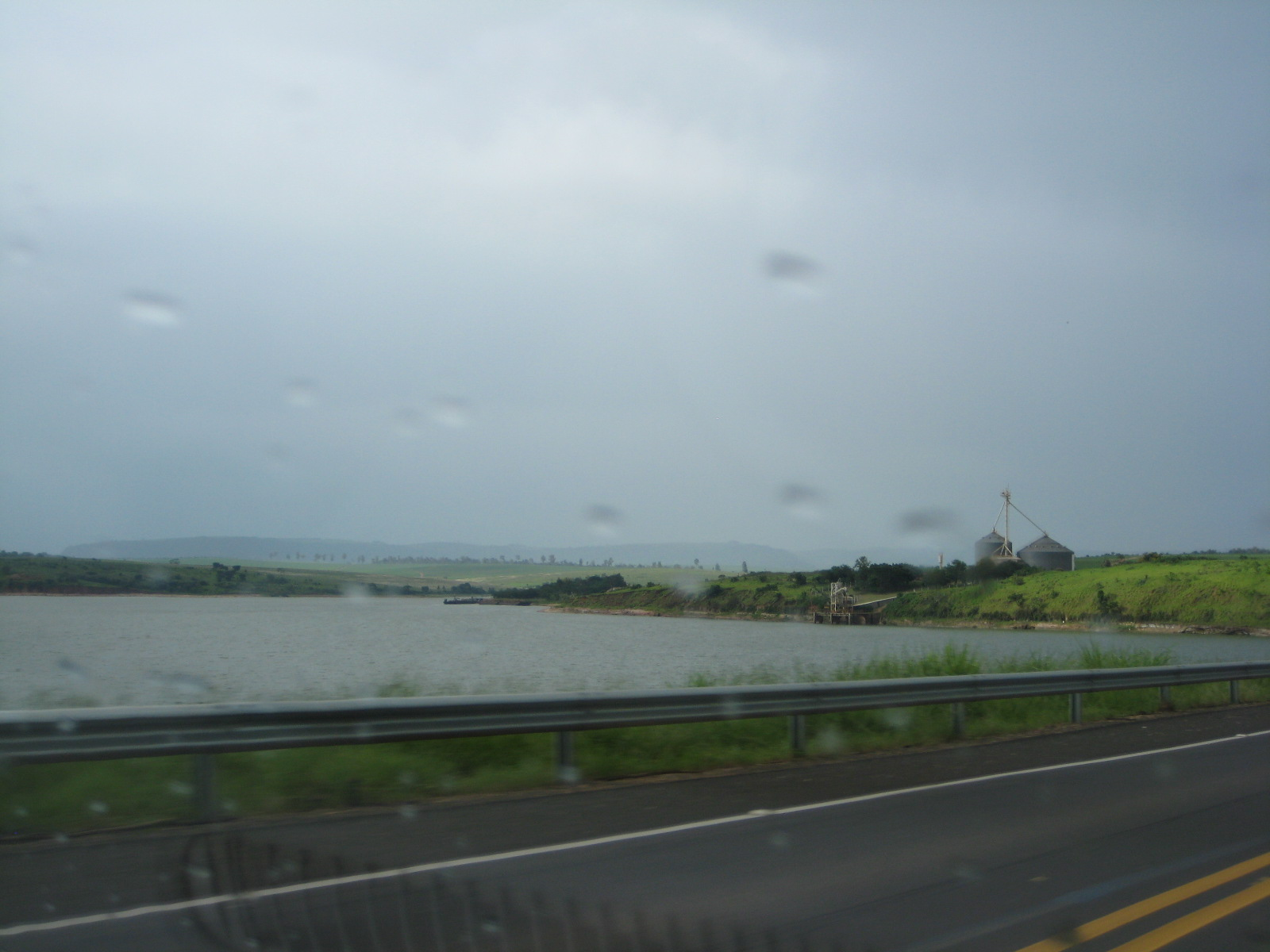
Ponte da SP-191 e Rio Piracicaba em Santa Maria da Serra.

- Rio Piracicaba
- Rio Tietê

### Rodovias
- SP-191
- SP-197
- SP-304

## Demografia

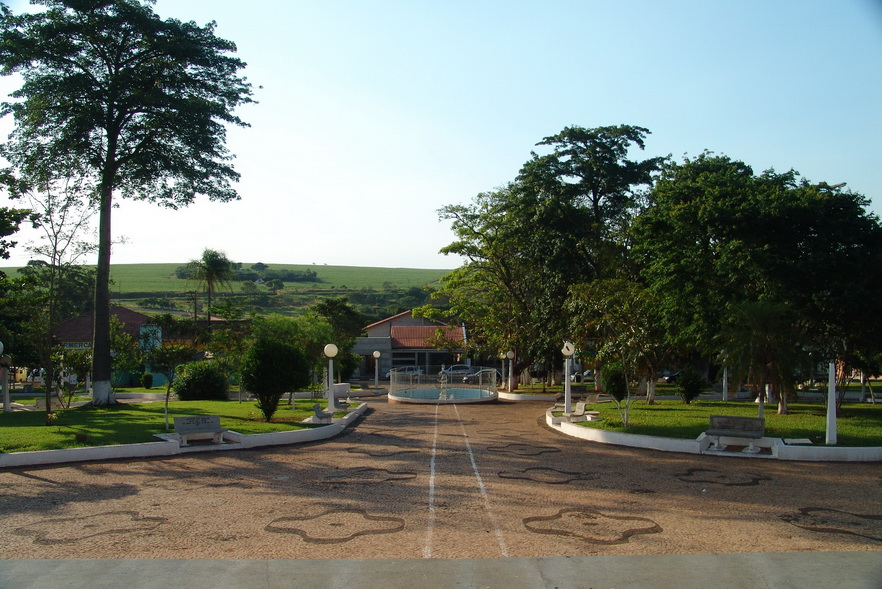
Praça.

### População
| Crescimento populacional                             | Crescimento populacional | Crescimento populacional | Crescimento populacional |
| Ano                                                  | População Total          |                          | %±                       |
| ---------------------------------------------------- | ------------------------ | ------------------------ | ------------------------ |
| 1960                                                 | 2 232                    |                          | —                        |
| 1970                                                 | 2 144                    |                          | −3,9%                    |
| 1980                                                 | 2 852                    |                          | 33,0%                    |
| 1991                                                 | 4 303                    |                          | 50,9%                    |
| 2000                                                 | 4 673                    |                          | 8,6%                     |
| 2010                                                 | 5 413                    |                          | 15,8%                    |
| 2022                                                 | 5 243                    |                          | −3,1%                    |
| Est. 2024                                            | 5 314                    | [ 5 ]                    | 1,4%                     |
| Fontes: Censos Demográficos IBGE e Estimativas SEADE |                          |                          |                          |

### Dados demográficos
Dados do Censo - 2000
População total: 4.673
- Urbana: 3.950
- Rural: 723
- Homens: 2.440
- Mulheres: 2.233
- Densidade demográfica (hab./km²): 18,22
- Mortalidade infantil até 1 ano (por mil): 11,52
- Expectativa de vida (anos): 73,73
- Taxa de fecundidade (filhos por mulher): 2,46
- Taxa de alfabetização: 88,42%
- Índice de Desenvolvimento Humano (IDH-M): 0,780
- IDH-M Renda: 0,682
- IDH-M Longevidade: 0,812
- IDH-M Educação: 0,845

(Fonte: IPEADATA)

## Política e administração
- Prefeito:  Josias Zani Neto (2025-2028)
- Vice-prefeito: Roberto Gravena Miranda
- Presidente da câmara: Cássio Cury

### Subdivisões

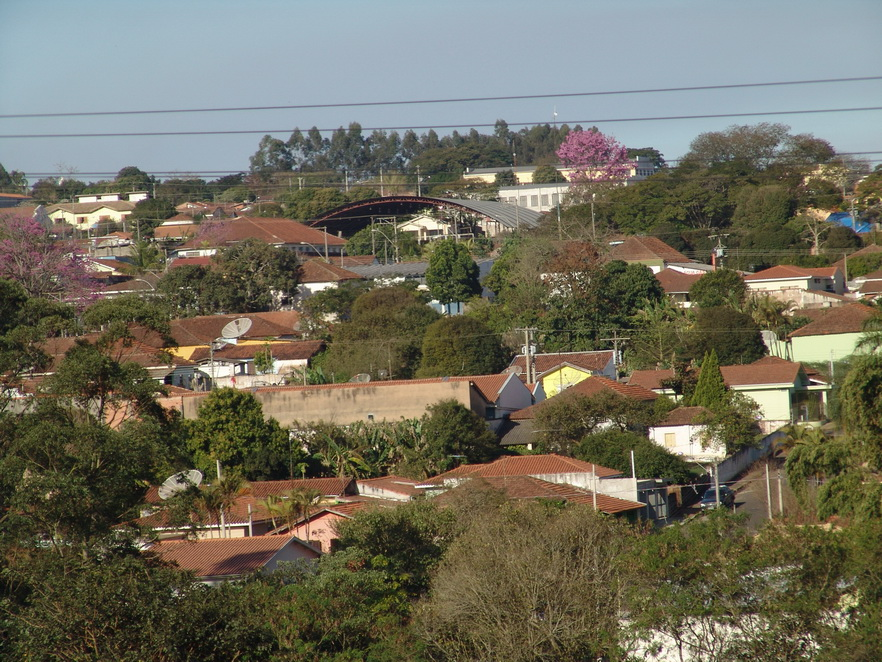
Aspecto da cidade.

Além do centro, a zona urbana possui os seguintes bairros:
- Jardim Itália
- Vila Tidinha
- Jardim Santa Maria
- Cidade Jardim
- Jardim Bom Jesus
- Jardim Levorato.

## Infraestrutura

### Comunicações
O sistema de telefones automáticos foi inaugurado na cidade em 1974 pela Telecomunicações de São Paulo (TELESP), que também implantou o sistema de discagem direta à distância (DDD) em 1988 com o código de área (0194). Anteriormente a cidade era atendida pela Companhia Telefônica Brasileira (CTB).
Na década de 90 o código DDD da cidade foi alterado para (019), para padronização do sistema telefônico com a telefonia celular que estava sendo implantada em todo o estado.

## Religião
O Cristianismo se faz presente na cidade da seguinte forma:

### Igreja Católica
- A igreja faz parte da Diocese de Piracicaba.[13]

### Igrejas Evangélicas
Entre as igrejas protestantes históricas, pentecostais e neopentecostais, encontram-se na cidade:
- Assembleia de Deus Ministério do Belém.[15][16]
- Congregação Cristã no Brasil.[17]